# Кевин Бернард
Кевин „Бернардинац” Бернард је измишљени лик у ТВ крими драми Ред и закон који је тумачио Ентони Андерсон. Бернард је се појављује на положају млађег детектива крајем осамнаесте сезоне и током целе деветнаесте и двадесете сезоне серије. Вратио се у двадесетпрвој сезони у којој је унапређен у старијег детектива.

## О лику
У серији се детективу Бернарду отворило место када се први пут појавио у епизоди „Спаљена легитимација” као детектив Бироа за унутрашњу контролу (БУК) када је истраживао пуцњаву у коју је био умешан дугогодишњи детектив Ед Грин. Кружи прича да се Бернард није добровољно придружио БУК-у, али му је речено да може да покуша да пређе у Одељење за убиства након двогодишњег стажа у тамошњој служби чиме је дато образложење за његов долазак. У самој серији Грин је на крају ослобођен свих оптужби, али након тога је напустио испоставу. Након Гриновог одласка, Бернард га замењује на месту ортака детектива Сајруса Лупа који је унапређен у старијег детектива. Број Бернардове значке је 1954.
Бернардово службено оружје је Глок 19. У 19. сезони, он и Лупо постају први главни ликови у серији који су убили осумњиченог на вршењу дужности јер је он на њих потегао пиштољ.
У погледу политичких ставова, Бернардов лик представља опште конзервативни утицај у детективској екипи измишљене 27. испоставе. Међутим, у епизоди „Слаткиш” у 19. сезони, он говори шанкеру геј-бара „Верујте ми, не недостаје ми Дик Чејни”. Он је практикујући католик. Такође је про-животно настројен. У епизоди „Покажите ово!” у 19. сезони, он говори да разуме бес према избеглицама који улазе у земљу ван граничног прелаза јер су послови у Комптону, где је он одрастао ишли првенствено њима због јефтиније радне снаге коју су били спремни да обезбеде.
Једна од важних личних невоља која је у серији дата Бернардовом лику је та да он не воли псе због надимка који је носио у католичкој школи „Бернардинац”.
Иако се већина серије у целини усредсређивала на канцеларијске ствари или друге догађаје током радног времена, 20. сезона дала је дубљи увид у Бернардову личну прошлост и породични живот. Током судског сценарија, откривено је да су он и девојка која је била на полицијској академији у исто време кад и он добили сина кога он никада није видео јер се она удала за свог каснијег вереника, а дечак верује да му је тај човек отац.
У 21. сезони ортак му је постао детектив Френк Косгров и и даље ради у Одељењу за убиства 27. испоставе.